# Renate Schmidt
Pour les articles homonymes, voir Schmidt.
Renate Schmidt, née Pokorny à Hanau le 12 décembre 1943, est une femme politique allemande appartenant au Parti social-démocrate d'Allemagne (SPD).

## Éléments personnels

### Formation et activité professionnelle
Elle grandit à Cobourg, Fürth et Nuremberg. À l'âge de 17 ans, elle est contrainte de quitter l'école à cause de son état de grossesse. De ce fait, elle n'a jamais obtenu son Abitur.
En 1961, elle intègre la société de vente à distance Quelle, et entame une formation de programmeuse. Elle est par la suite analyste de systèmes.
Elle travaille à son compte de 1968 à 1970, puis revient chez Quelle. Deux ans plus tard, en 1972, elle est élue membre du comité d'entreprise. Elle se voit libérée de toute obligation professionnelle l'année suivante pour se consacrer à ce mandat. En 1980, Renate Schmidt prend pour huit ans la présidence en Bavière du Syndicat du commerce, des banques et des assurances (HBV).

### Vie de famille
Elle est tout d'abord mariée à Gerhard Schmidt, avec qui elle a trois enfants, mais celui-ci meurt en 1984. Elle épouse Hasso von Henninges quatorze ans plus tard.
Elle fait par ailleurs partie d'associations caritatives liées à la protection de l'enfance, de l'environnement, des travailleurs ou à la lutte contre le SIDA.

## Activité politique

### Au sein du SPD
Elle adhère au Parti social-démocrate d'Allemagne (SPD) en 1972.
En 1991, elle est élue présidente du SPD en Bavière. Elle occupe ce poste pendant neuf ans. Elle siège à la présidence fédérale du parti entre 1991 et 2005, et en occupe la vice-présidence de 1997 à 2005.

### Au niveau institutionnel
Renate Schmidt est élue pour la première fois députée fédérale de Bavière au Bundestag le 5 octobre 1980. Sept ans plus tard, elle est désignée vice-présidente du groupe SPD au Bundestag et présidente du groupe de travail sur l'égalité hommes-femmes pour trois ans. À la suite des élections de 1990, elle devient vice-présidente du Bundestag et occupe ce poste jusqu'à la fin de la législature, en 1994.
Cette même année, elle quitte le Bundestag et se présente comme chef de file du SPD aux élections du Landtag de Bavière contre Edmund Stoiber, candidat de l'Union chrétienne-sociale en Bavière (CSU). Elle perd finalement le scrutin mais est désignée présidente du groupe parlementaire régional social-démocrate. Elle se représente en 1998, mais est de nouveau battue. Elle conserve la présidence du groupe SPD au Landtag mais l'abandonne en 2000, tout comme son siège de députée régionale.

### Ministre de la Famille et fin de carrière
Le 22 octobre 2002, Renate Schmidt est nommée ministre fédérale de la Famille, des Personnes âgées, des Femmes et de la Jeunesse dans la seconde coalition rouge-verte du chancelier Gerhard Schröder. Elle est réélue au Bundestag le 18 septembre 2005, mais doit abandonner son ministère le 22 novembre suivant, à la suite de la formation d'une grande coalition. Elle siège alors à la commission parlementaire de l'Éducation, de la Recherche et de l'Évaluation technologique. Ne s'étant pas représentée aux élections fédérales du 27 septembre 2009, elle quitte la vie politique.

## Distinctions
- 1992 : Prix Wilhelm Dröscher[1]
- 2011: Prix Max Friedlaender [2]
- 2014 : citoyenne d'honneur de la ville de Nuremberg[3]
- 2016 : Prix Toni Pfülf[4]